# 2017-es antwerpeni terrortámadás
Az antwerpeni terrortámadás 2017. március 23-án történt a belgiumi Antwerpen egyik sétálóutcájában, a belvárosban. Az akcióban senki nem sérült meg.

## Terrorcselekmény
A francia rendszámú autót egy terepszínű ruhát viselő férfi vezette. Megpróbált gyalogosokat elütni, de nem sikerült. Az autót a hatóságok rövid üldözés után megállították. A járműben fegyvereket találtak. Az elkövetőt, egy 1977-es, tunéziai születésű francia állampolgárt előállították. A merénylet egy nappal a londoni Westminster hídnál elkövetett hasonló akció után történt.
Március 24-én a belga hatóságok terrorista gyilkossági kísérlet és a fegyvertartásra vonatkozó szabályok megsértése miatt vádat emeltek a francia állampolgárral szemben. A Le Soir azt írta, hogy az elkövető nem szerepelt a szélsőségesek adatbázisában. Korábban csak kisebb bűncselekményeket követett el, ittas vezetésért és kábítószerrel való visszaélésért ítélték el.